# Zaječov
Zaječov je obec v okrese Beroun ve Středočeském kraji. Leží zhruba devět kilometrů jihozápadně od města Hořovice, na okraji CHKO Brdy. Součástí obce jsou vesnice Kvaň a Nová Ves, která vznikla jako osada v roce 1710. Žije zde přibližně 1 500 obyvatel.

## Historie
V minulosti bylo na území dnešního Zaječova několik samostatných osad, které však dnes tvoří jeden celek. Ve středu dnešní obce se nachází Klášter svaté Dobrotivé, který byl založen již roku 1263 Oldřichem Zajícem z Valdeka. Obec Kvaň, která je od roku 1976 součástí Zaječova, při vzniku kláštera již existovala a je tedy starší než samotný klášter. V zakládací listině ke klášteru je zmínka, že bude augustiniánům v klášteru věnována ves Kvaň s poli, loukami a vším, co k ní náleží. Kdy však Kvaň opravdu vznikla, doložit nejde.
V okolí kláštera se rozprostírala osada zvaná Ostrov, která je dnes dolním Zaječovem. V klášterním urbáři z roku 1564 již není uváděna obec Ostrov, ale poprvé je zmiňován Zaječov (Zajíčov), ves poddaná klášteru. Osada s názvem Nová Ves vznikla pravděpodobně kolem roku 1710, kdy byla panská půda rozprodána mezi různé zájemce. Protože si zde postavili nové statky, osadě se začalo říkalo Statky, nebo Nové statky a již při svém vzniku patřila pod Zaječov. Až později je tato osada zmiňovaná jako Nová Ves.    
Obživa obyvatelstva Zaječova a Kvaně byla v historii spojena hlavně se zemědělstvím, dolováním železné rudy a jejím zpracováním. V roce 1614 byla v obci postavena vysoká pec s názvem Klášterská, která však byla roku 1817 zrušena. Důvodem jejího zrušení byl nedostatek kvalitní železné rudy. Obyvatelé však u zpracování železa povětšinou zůstali a mnozí z nich se začali živit jako cvočkaři.
V souvislosti se zánikem vojenského újezdu Brdy bylo k 1. lednu 2016 k obci připojeno katastrální území Zaječov v Brdech, které vzniklo k 10. únoru 2014 a před zřízením vojenského prostoru patřilo k obcím Zaječov a Kvaň. Katastrální území Zaječov v Brdech má rozlohu 15,219 726 km² a je zde evidována 1 budova s adresou, 1 obydlený byt a 1 obyvatel. Území obce Zaječov tak od 1. ledna 2016 zasahuje hluboko do nově zřízené Chráněné krajinné oblasti Brdy a zahrnuje i části některých lokalit, využívaných armádou, jako je například bývalá dopadová plocha Jordán.
V obci Zaječov (přísl. Nová Ves, Svatá Dobrotivá, 1242 obyvatel) byly v roce 1932 evidovány tyto živnosti a obchody: bednář, holič, 6 hostinců, 3 výrobci hřebíků, konsum, kovář, 3 krejčí, výroba kuřáckých potřeb, mlýn, 2 obuvníci, 2 pekaři, 2 porodní asistentky, 4 řezníci, 7 obchodů se smíšeným zbožím, Spořitelní a záložní spolek ve Sv. Dobrotivé, stavební družstvo Lidový dům, 2 švadleny, 3 trafiky, 3 truhláři, zámečník.

### Historické zajímavosti
Obci se po srpnových událostech roku 1968 začalo říkat Brežněves, napřed posměšně, pak téměř oficiálně a s hrdostí, protože místní obyvatelé až příliš horlivě vítali sovětské okupanty. Okupační vojska Zaječovským tehdy pomáhala svážet z pole brambory, opravovat stroje či zbudovat cestu kolem družstva. O této družbě vznikl v roce 1970 dokumentární film Srpnové pastorále.

## Obyvatelstvo
| Rok            | 1869  | 1880  | 1890  | 1900  | 1910  | 1921  | 1930  | 1950  | 1961  | 1970  | 1980  | 1991  | 2001  | 2011  | 2021  |
| -------------- | ----- | ----- | ----- | ----- | ----- | ----- | ----- | ----- | ----- | ----- | ----- | ----- | ----- | ----- | ----- |
| Počet obyvatel | 2 003 | 1 956 | 1 927 | 1 971 | 2 001 | 1 920 | 1 896 | 2 576 | 1 677 | 1 565 | 1 415 | 1 359 | 1 346 | 1 407 | 1 445 |
| Počet domů     | 207   | 234   | 234   | 230   | 245   | 257   | 332   | 383   | 386   | 396   | 377   | 467   | 495   | 518   | 560   |

## Obecní správa

### Územněsprávní začlenění
Dějiny územněsprávního začleňování zahrnují období od roku 1850 do současnosti. V chronologickém přehledu je uvedena územně administrativní příslušnost obce v roce, kdy ke změně došlo:
- 1850 země česká, kraj Praha, politický okres Hořovice, soudní okres Zbiroh[17]
- 1855 země česká, kraj Praha, soudní okres Zbiroh
- 1868 země česká, politický okres Hořovice, soudní okres Zbiroh
- 1896 země česká, politický okres Rokycany, soudní okres Zbiroh[18]
- 1939 země česká, Oberlandrat Plzeň, politický okres Rokycany, soudní okres Zbiroh[19]
- 1942 země česká, Oberlandrat Praha, politický okres Rokycany, soudní okres Zbiroh[20]
- 1945 země česká, správní okres Rokycany, soudní okres Zbiroh[21]
- 1949 Pražský kraj, okres Hořovice[22]
- 1960 Středočeský kraj, okres Beroun
- 2003 Středočeský kraj, okres Beroun, obec s rozšířenou působností Hořovice

### Části obce

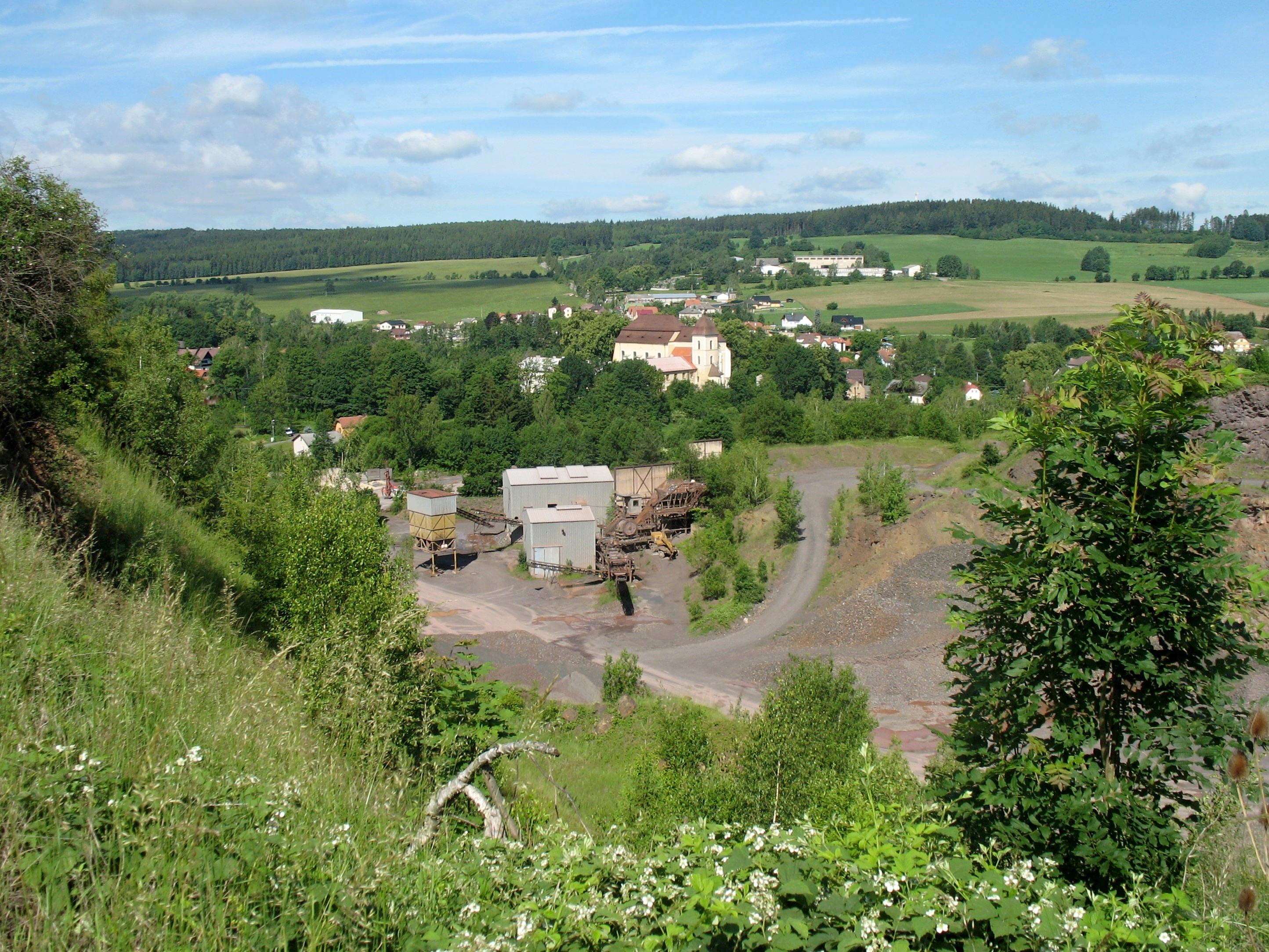
Pohled na Zaječov z horního okraje místního kamenolomu

Obec Zaječov se skládá ze tří částí na třech katastrálních územích:
- Zaječov (i název k. ú., také k. ú. Zaječov v Brdech)
- Kvaň (i název k. ú.)
- Nová Ves (leží v k. ú. Zaječov)

### Obecní symboly
Znak a vlajka byly obci uděleny rozhodnutím předsedy Poslanecké sněmovny Parlamentu České republiky dne 1. února 1994.

## Doprava

### Dopravní síť
- Pozemní komunikace – Do obce vedou silnice III. třídy.

- Železnice – Železniční trať ani stanice na území obce nejsou.

### Veřejná doprava 2011
- Autobusová doprava – V obci zastavovaly autobusové linky Hořovice-Komárov-Strašice (v pracovních dnech 2 spoje), Hořovice-Chaloupky-Malá Víska-Zaječov (v pracovních dnech 4 spoje) a Strašice-Praha (denně 1 spoj) (dopravce PROBO BUS, a. s.).

| Číslo mostu | Obrázek  | Směr pohledu | Označní silnice | Přes potok | Délka (m) | Použitý materiál | Umístění                      |
| ----------- | -------- | ------------ | --------------- | ---------- | --------- | ---------------- | ----------------------------- |
| 11716-2     |          | jihovýchodní | III/11716       | Jalový     | 23,6      | železobeton      | u zastávky "Zaječov, u mostu" |
| 11716-3     |          | jižní        | III/11716       | bezejmenný | 3,3       | stavební kámen   | u čp. 92                      |
| 11716-3     | severní  |              | III/11716       | bezejmenný | 3,3       | stavební kámen   | u čp. 92                      |
| 11716-4     |          | severní      | III/11716       | Mourový    | 10,5      | železobeton      | u čp. 40                      |
| 11716-4     | jižní    |              | III/11716       | Mourový    | 10,5      | železobeton      | u čp. 40                      |
| 1182-2      |          | západní      | III/1182        | Jalový     | 5,8       | stavební kámen   | u čp. 299                     |
| 1182-2      | východní |              | III/1182        | Jalový     | 5,8       | stavební kámen   | u čp. 299                     |
| 1182-3      |          | severní      | III/1182        | Mourový    | 12,58     | železobeton      | u školy                       |

## Pamětihodnosti
- Kaplička na návsi
- Dům čp. 9
- Svatá Dobrotivá – augustiniánský klášter

## Fotogalerie

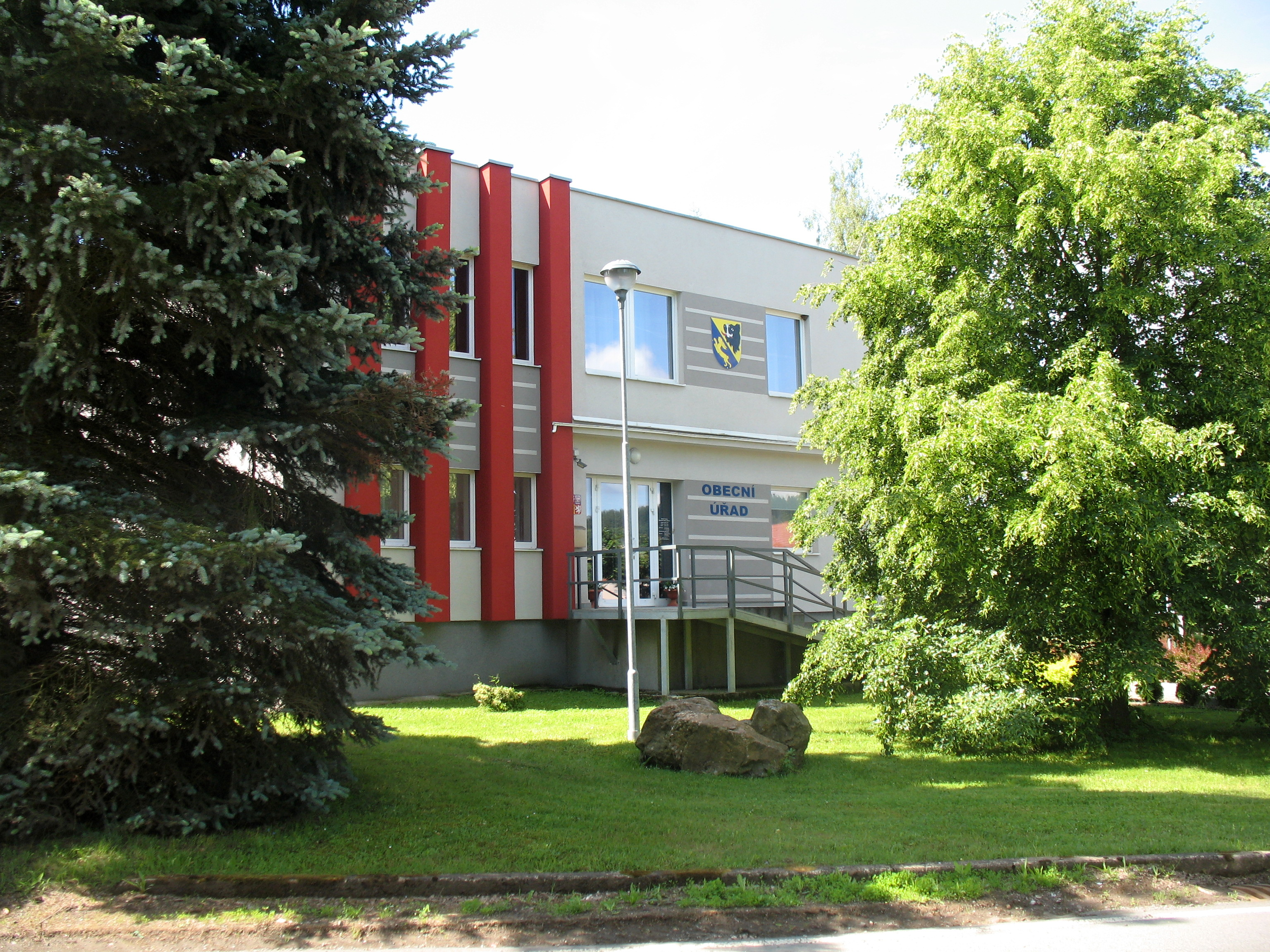
Obecní úřad
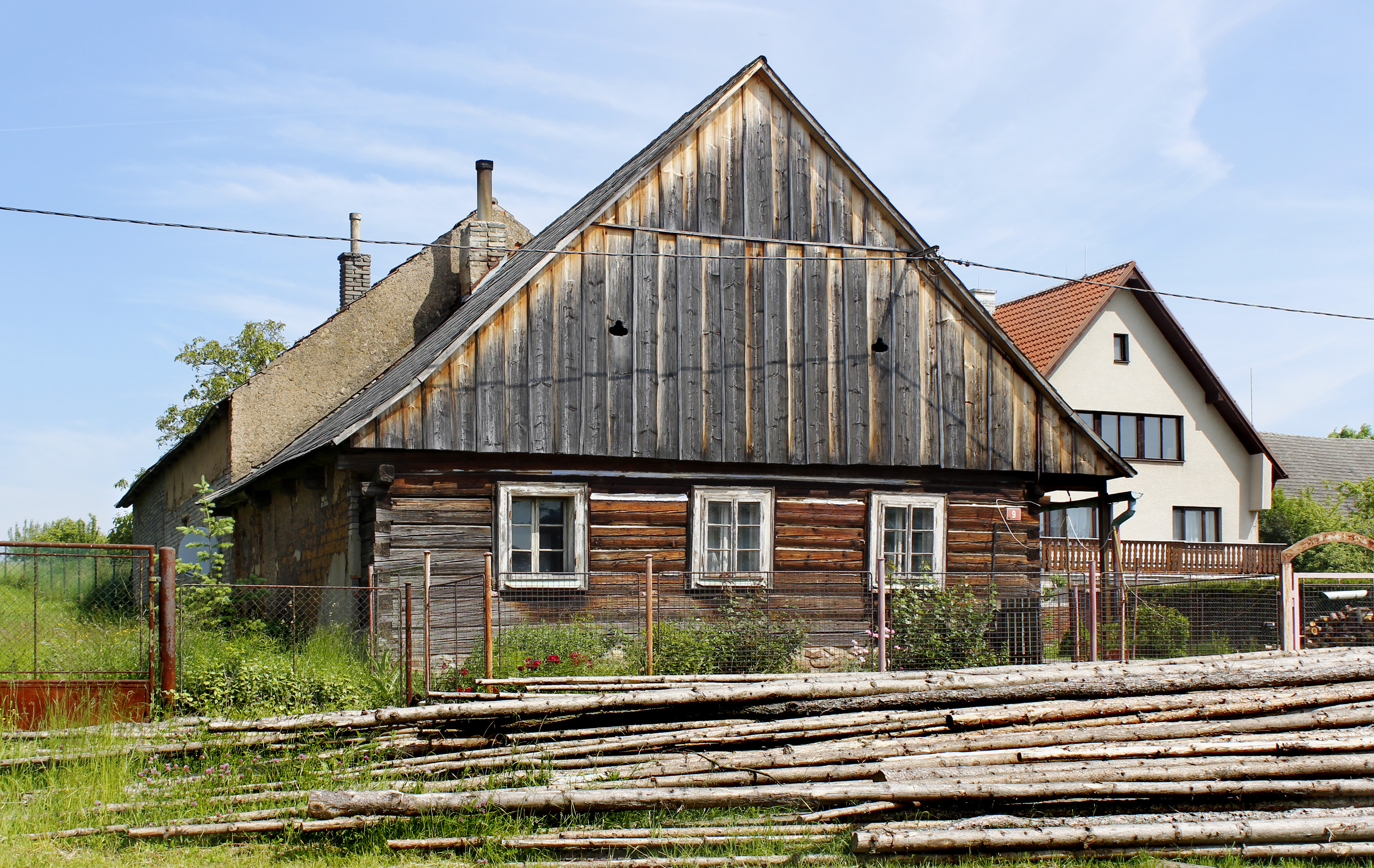
Památkově chráněný dům v Horním Zaječově
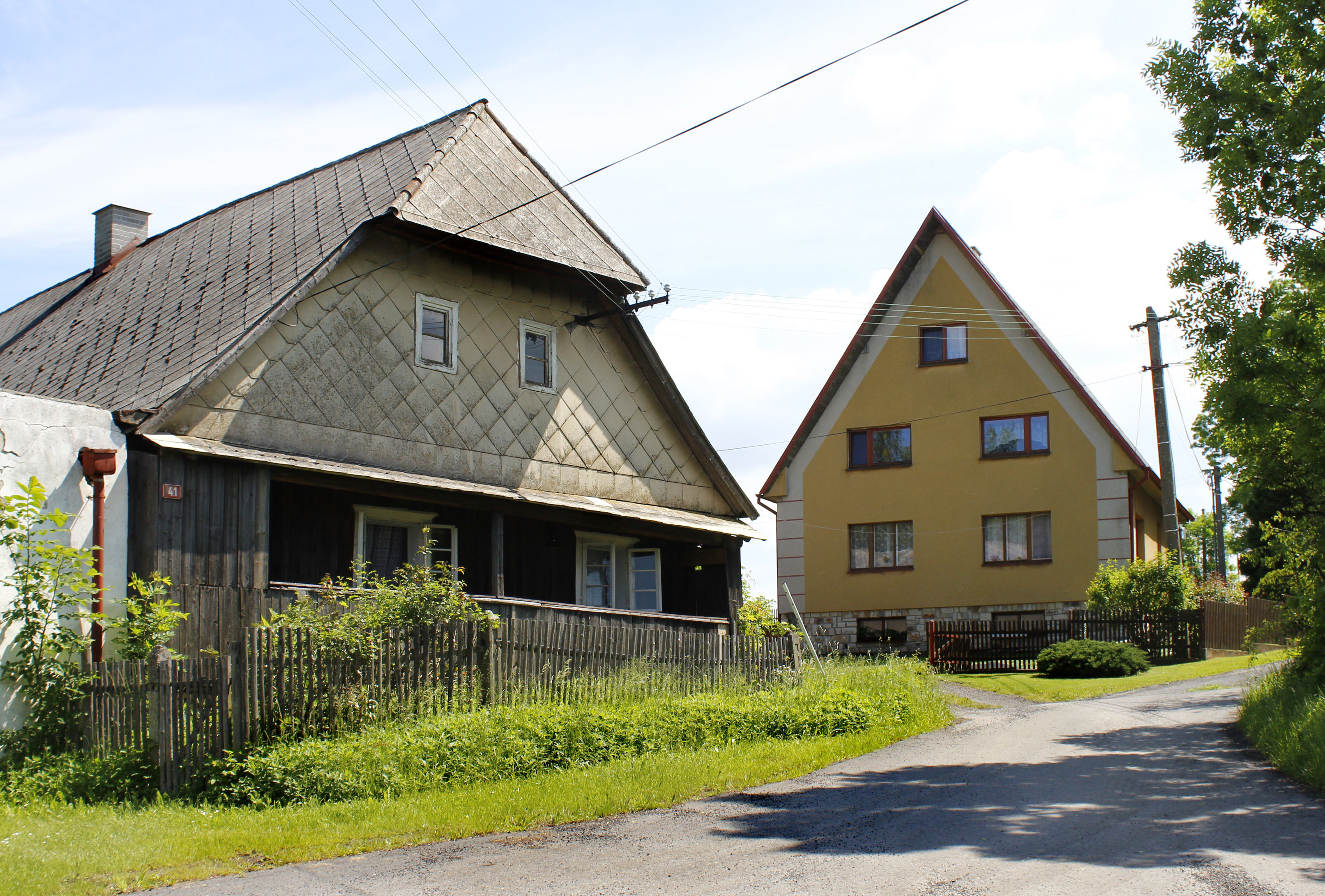
Domky v Kvani
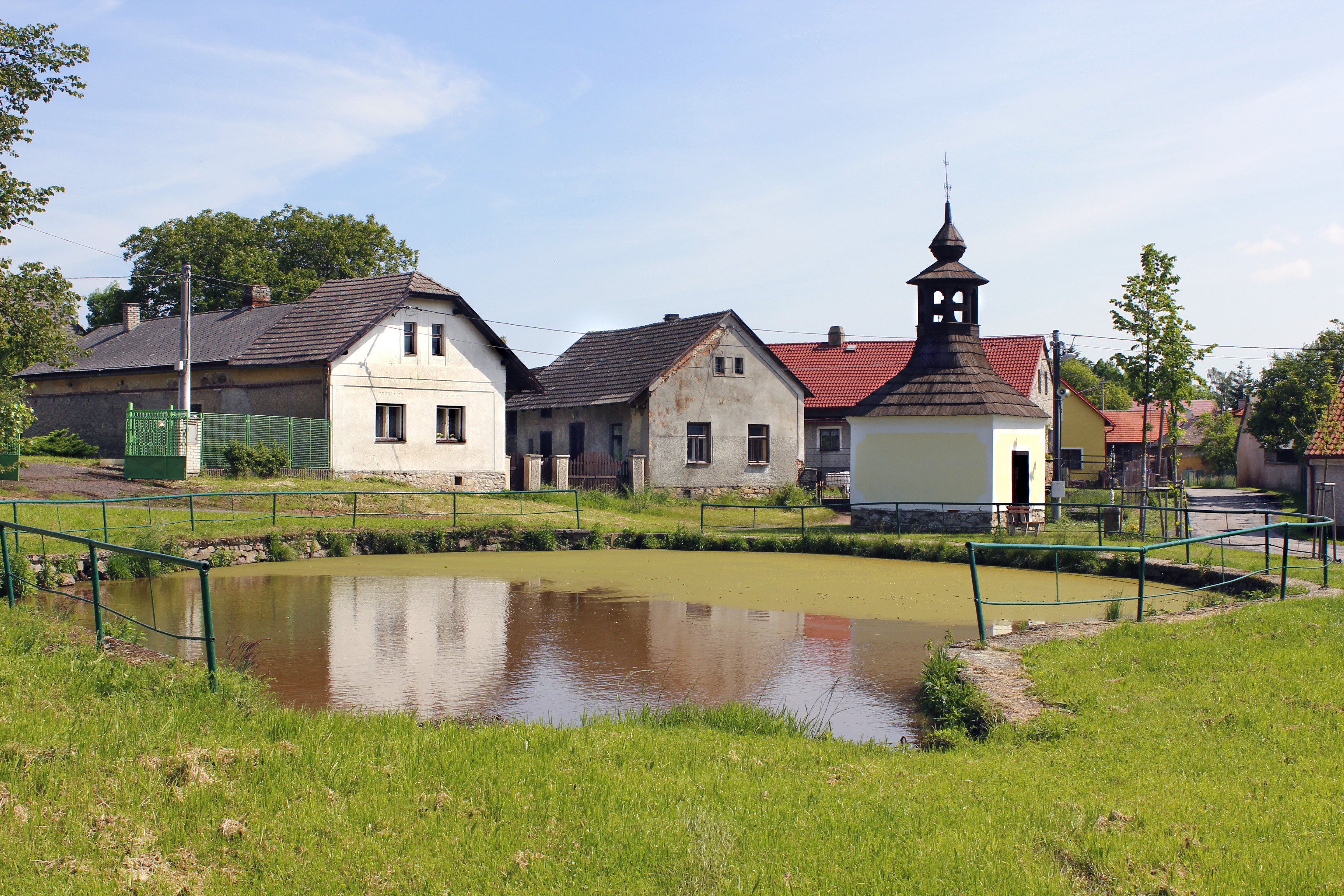
Horní náves s památkově chráněnou kaplí
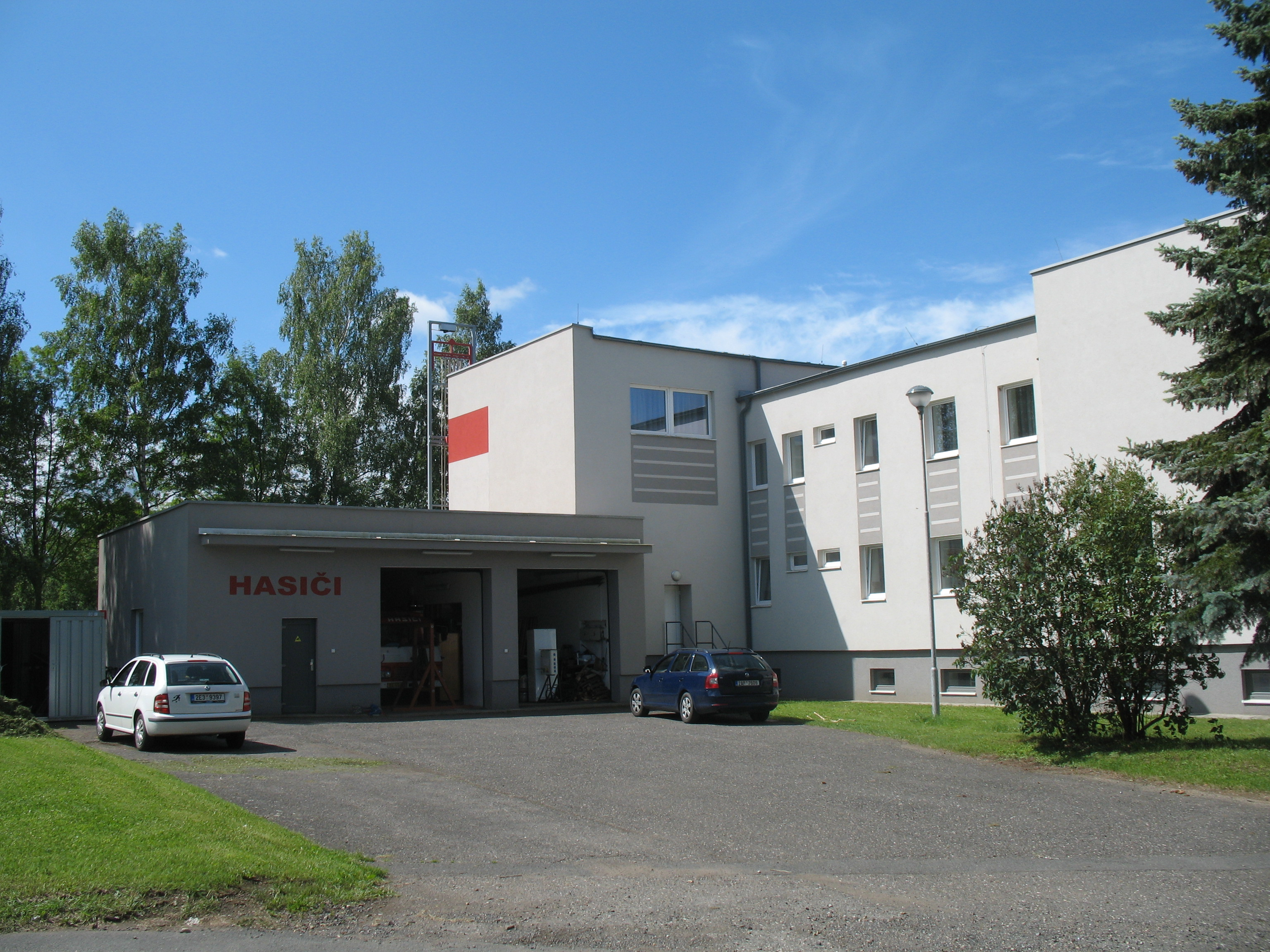
Hasičská zbrojnice
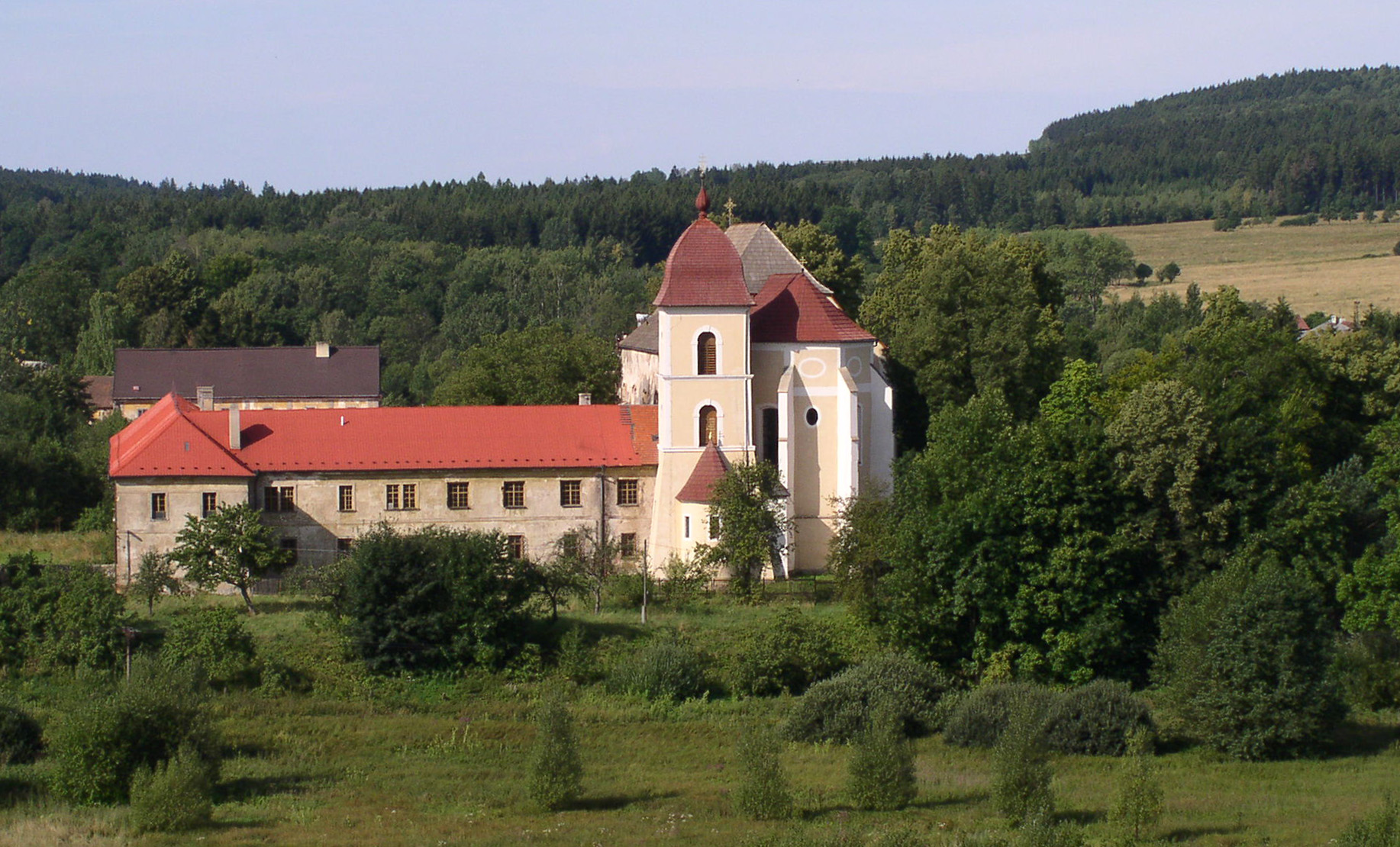
Klášter Svatá Dobrotivá
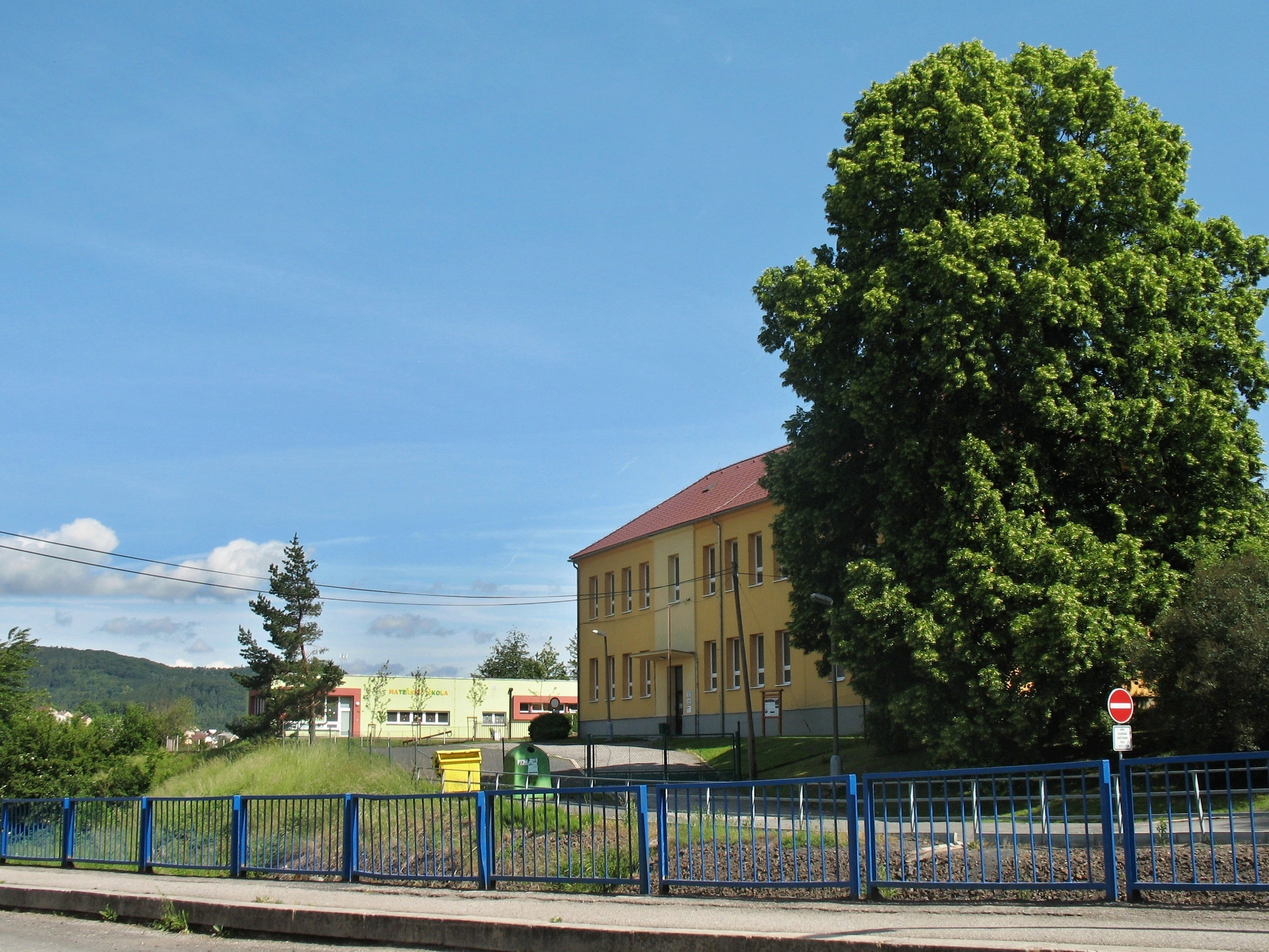
Základní a mateřská škola
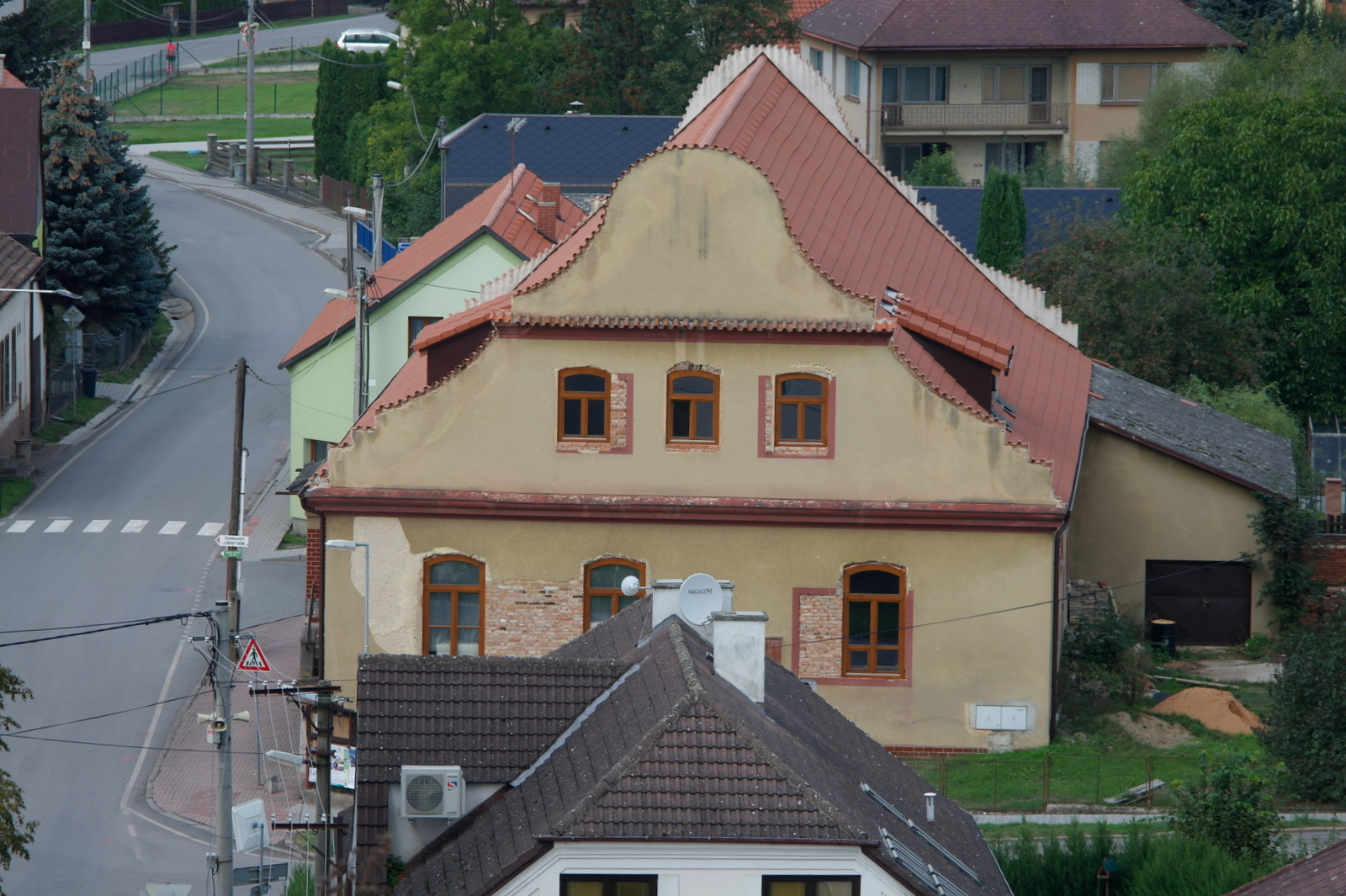
Bývalá barokní hospoda Zděná
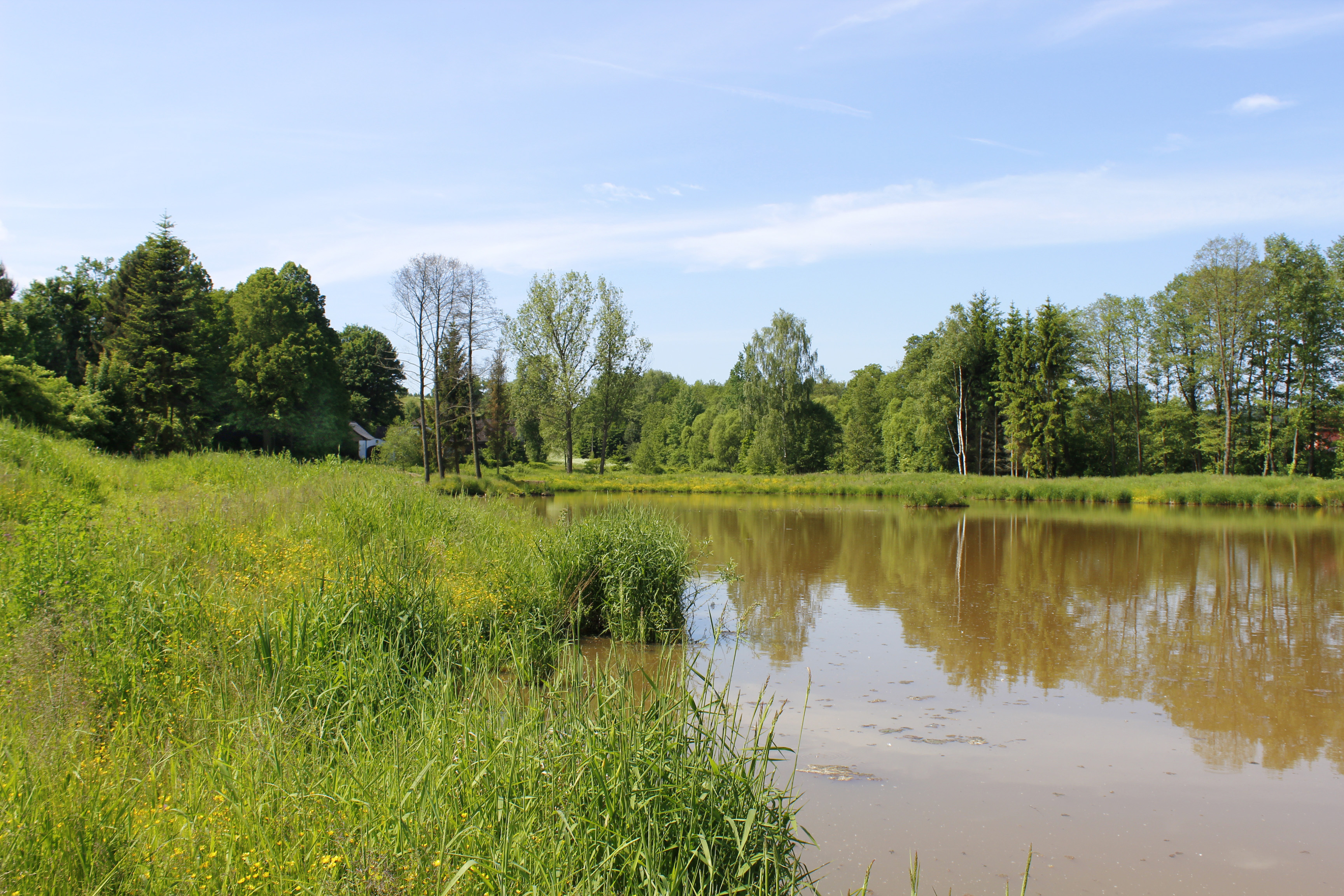
Rybník na Jalovém potoku
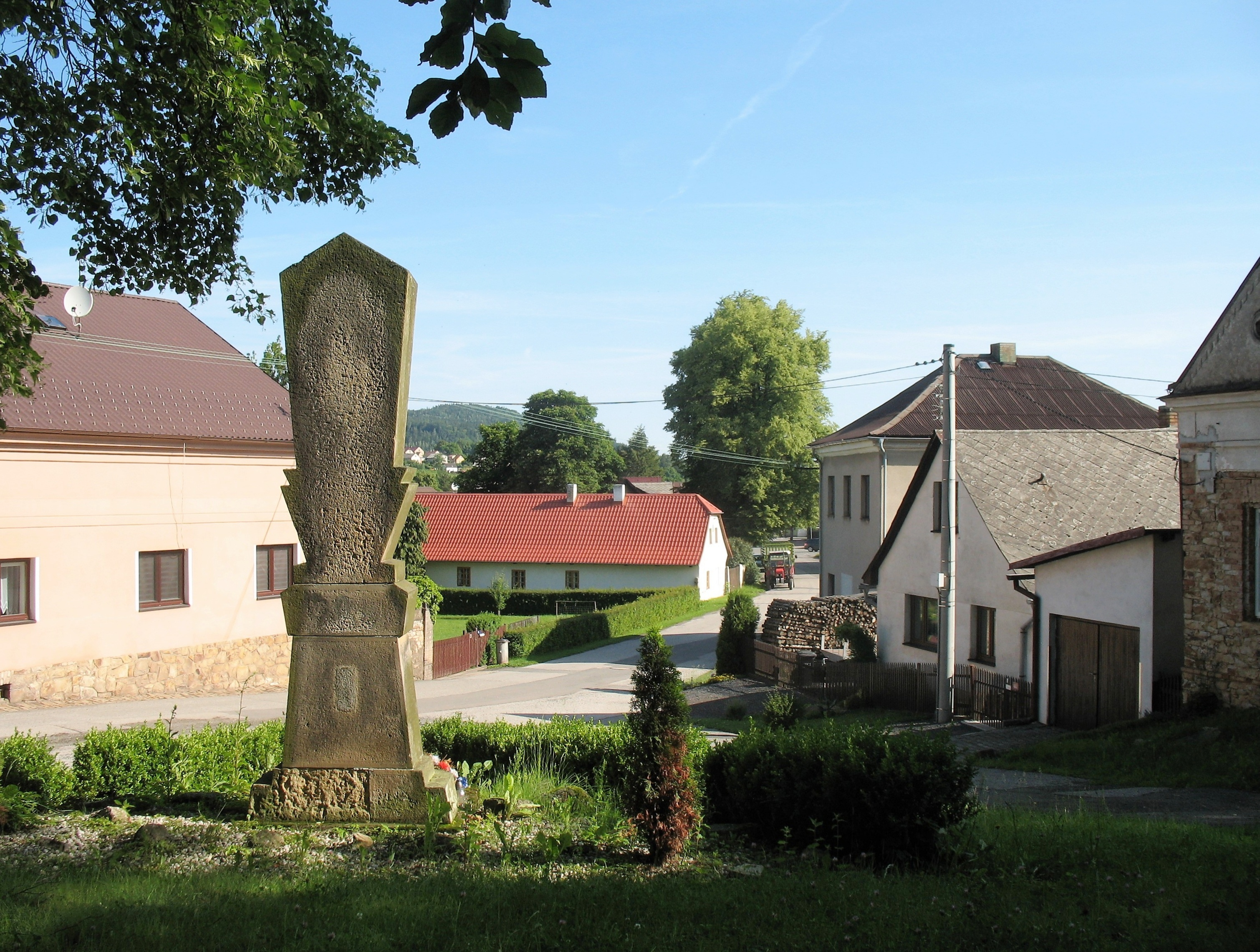
Pohled od kláštera přes pomník padlým